# Jakub Culek
Jakub Culek (né le 7 septembre 1992 à Klatovy en Tchécoslovaquie aujourd'hui ville de République tchèque) est un joueur professionnel tchèque de hockey sur glace. Il évolue au poste d'attaquant.

## Biographie

### Carrière en club
Formé au HC Plzeň, il est choisi au premier tour, en trente-septième position du repêchage européen 2009 de la Ligue canadienne de hockey par l'Océanic de Rimouski. Il part alors en Amérique du Nord en compagnie de son coéquipier de Plzeň Petr Straka également repêché par l'Océanic au vingt-deuxième rang. Les deux tchèques débutent dans la Ligue de hockey junior majeur du Québec en 2009-2010. Comme Straka avant lui, Culek est sélectionné lors du repêchage d'entrée dans la LNH 2010 au troisième tour, en soixante-seizième position par les Sénateurs d'Ottawa. Le 10 novembre 2012, il est échangé aux Screaming Eagles du Cap-Breton. Il dispute neuf matchs avec sa nouvelle équipe avant de se blesser à l'épaule. Il joue son premier match professionnel le 12 avril 2013 avec les Senators de Binghamton, club ferme des Sénateurs dans la Ligue américaine de hockey, face aux Devils d'Albany. De 2013 à 2015, il évolue dans la Ligue américaine avec les Senators de Binghamton et dans l'ECHL avec les Jackals d'Elmira et les IceMen d'Evansville. En janvier 2015, il décide de rentrer en République tchèque et découvre l'Extraliga avec le HC Plzeň.

### Carrière internationale
Il représente la République tchèque en sélections jeunes.

## Statistiques

### En club
| Saison    | Équipe                         | Ligue     |    | Saison régulière | Saison régulière | Saison régulière | Saison régulière | Saison régulière |   | Séries éliminatoires | Séries éliminatoires | Séries éliminatoires | Séries éliminatoires | Séries éliminatoires |
| Saison    | Équipe                         | Ligue     | PJ | B                | A                | Pts              | Pun              | PJ               | B | A                    | Pts                  | Pun                  |                      |                      |
| 2009-2010 | Océanic de Rimouski            | LHJMQ     | 63 | 13               | 34               | 47               | 54               | 12               | 6 | 3                    | 9                    | 4                    |                      |                      |
| 2010-2011 | Océanic de Rimouski            | LHJMQ     | 55 | 7                | 15               | 22               | 37               | 5                | 0 | 2                    | 2                    | 2                    |                      |                      |
| 2011-2012 | Océanic de Rimouski            | LHJMQ     | 55 | 13               | 27               | 40               | 58               | 21               | 4 | 7                    | 11                   | 28                   |                      |                      |
| 2012-2013 | Screaming Eagles du Cap-Breton | LHJMQ     | 9  | 4                | 3                | 7                | 15               | -                | - | -                    | -                    | -                    |                      |                      |
| 2012-2013 | Senators de Binghamton         | LAH       | 3  | 0                | 0                | 0                | 10               | -                | - | -                    | -                    | -                    |                      |                      |
| 2013-2014 | Senators de Binghamton         | LAH       | 7  | 0                | 0                | 0                | 2                | -                | - | -                    | -                    | -                    |                      |                      |
| 2013-2014 | Jackals d'Elmira               | ECHL      | 49 | 8                | 22               | 30               | 27               | -                | - | -                    | -                    | -                    |                      |                      |
| 2014-2015 | Senators de Binghamton         | LAH       | 2  | 0                | 0                | 0                | 2                | -                | - | -                    | -                    | -                    |                      |                      |
| 2014-2015 | IceMen d'Evansville            | ECHL      | 12 | 2                | 3                | 5                | 4                | -                | - | -                    | -                    | -                    |                      |                      |
| 2014-2015 | HC Plzeň                       | Extraliga | 4  | 0                | 0                | 0                | 4                | 3                | 0 | 0                    | 0                    | 0                    |                      |                      |
| 2014-2015 | HC Klatovy                     | 2.liga    | 5  | 0                | 0                | 0                | 36               | -                | - | -                    | -                    | -                    |                      |                      |

### En équipe nationale
| Année | Compétition                          |   | PJ | B | A | Pts | Pun | +/-             |  | Résultat |
| 2009  | Championnat du monde moins de 18 ans | 6 | 0  | 1 | 1 | 4   | -3  | Sixième place   |  |          |
| 2011  | Championnat du monde junior          | 6 | 1  | 1 | 2 | 0   | -1  | Septième place  |  |          |
| 2012  | Championnat du monde junior          | 5 | 1  | 3 | 4 | 0   | +2  | Cinquième place |  |          |